# ايمانويل موراليس
ايمانويل موراليس (بالإسبانية: Emanuel Morales)‏ (8 مايو 1987 في الأرجنتين - ) هو لاعب كرة قدم أرجنتيني في مركز الدفاع. لعب مع كيلمس.

## وصلات خارجية
- ايمانويل موراليس على موقع قاعدة بيانات كرة القدم.إي يو (الإنجليزية)
- ايمانويل موراليس على موقع Soccerway.com (الإنجليزية)